# Open Source Development Network
OSDN株式会社は、かつて存在した、オープンソース開発者と利用者のためのオンラインメディアネットワークOSDNやスラドを2020年2月1日まで運営していた日本企業。OSDN株式会社は2020年11月27日に法人登記記録が閉鎖された。
OSDNはアメリカのメディア企業であるGeeknet, Inc.が運営するサイトの日本語版となっていたが、2015年5月よりSouceForge.jpから名称を変更し、OSDN株式会社による運営へと移行した。

## 概要
OSDNは、2001年にVA Linux Systems Japan株式会社のOSDN事業部によって開始された。最初のWebサイトは、2001年5月に正式運営を開始したSlashdot Japanであり、その後、2002年4月にオープンソース開発者のリポジトリサイトであるSourceForge.JP、2003年4月にLinuxとオープンソース関連の話題を扱うニュースサイトのjapan.linux.comの運営を開始した。japan.linux.comは2006年6月にOpen Tech Pressにサイト名を変更し、2008年9月1日にSourceForge.JP Magazineにサイト名を変更した。
2007年9月1日にVAリナックス社から事業部が分離、独立し、OSDN株式会社となっている。2010年6月、事業部が独立した際にOSDNの100%の株式を保有した株式会社サンブリッジが、OSDNの全株式を佐渡秀治へ譲渡し、会社も西日暮里へ移転した。
かつてはSouceforgeの日本語版としての立ち位置であったが、「全てのオープンソースとITを中心としてテクノロジーを愛するコミュニティに寄り添う」というOSDN社の事業方針と米Dice Holdingsとの事業方向性の乖離が大きくなり、SouceForge.jpとSlashdot Japanそれぞれのサイト名称をOSDNとスラドに刷新し、独立運営への道に至ることとなった。
2020年2月1日、OSDN株式会社は全事業を株式会社アピリッツに譲渡し、2022年までOSDNの各サービスは同社のもとで運営され、その後、中国企業の开源中国（OSCHINA）に譲渡された。
2020年11月27日、OSDN株式会社の法人登記記録が閉鎖。

## Webサイト
スラド（旧Slashdot Japan）
IT、オープンソース、科学、その他雑多なのニュースを扱うフォーラム。
OSDN（旧SourceForge.JP）
オープンソース開発者に無料の開発リポジトリを提供するサービス。
OSDN Magazine（旧SourceForge.JP Magazine）
オープンソースとLinuxを中心としたニュースサイト。